# Coppa dell'AFC 2015
La Coppa dell'AFC 2015 è stata la 12ª edizione della seconda competizione calcistica per club dell'Asia. Il torneo è iniziato il 9 febbraio e si è conclusa il 31 ottobre 2015 con la finale. L'Al-Qadisiya era la squadra detentrice del trofeo.
Il trofeo è stato vinto dai malesi dello Johor, che hanno sconfitto in finale i tagiki dell'Istiklol.

## Regolamento
Il 25 gennaio 2014 l'AFC ha comunicato l'intenzione di allargare il numero di squadre partecipanti alle competizioni AFC. Il 16 aprile 2014 l'AFC ha ratificato questa decisione. Le federazioni partecipanti alla Coppa dell'AFC  sono organizzate in base alle prestazioni sia della squadra nazionale sia dei singoli club negli ultimi quattro anni in competizioni AFC. La distribuzione dei posti nelle qualificazioni e nei gironi per le edizioni 2015 e 2016 è determinato dal ranking 2014:
- le prime 24 federazioni membri (MAs) secondo il ranking 2014 che non hanno un accesso diretto alla AFC Champions League possono qualificare loro squadre per la fase a gironi della Coppa dell'AFC, se soddisfano i criteri della Coppa dell'AFC;
- le federazioni classificate dal 25º al 32º posto secondo il ranking 2014 possono qualificate loro squadre per la fase a gironi della Coppa dell'AFC;
- le federazioni classificate dal 33º al 47º posto secondo il ranking 2014 possono qualificate loro squadre per la fase di qualificazione della Coppa dell'AFC (sono incluse anche le federazioni "emergenti" che partecipavano alla Coppa del Presidente dell'AFC, la cui ultima edizione si è tenuta nel 2014).

L'AFC ha deciso la partecipazione delle federazioni membri per le edizioni 2015 e 2016 della Coppa dell'AFC il 28 novembre 2014.
| Valutazione per la Coppa dell'AFC 2015 | Valutazione per la Coppa dell'AFC 2015 |
| -------------------------------------- | -------------------------------------- |
|                                        | Rispetta i criteri                     |
|                                        | Non rispetta i criteri                 |

| Rank   | Rank   | Federazione  | Punti  | Squadre      | Squadre       | Squadre  | Squadre  |
| Rank   | Rank   | Federazione  | Punti  | ACL Play-off | Fase a gironi | Play-off | Play-off |
| Zona   | Totale | Federazione  | Punti  | ACL Play-off | Fase a gironi | Play-off | Prelim.  |
| ------ | ------ | ------------ | ------ | ------------ | ------------- | -------- | -------- |
| 6      | 10     | Iraq         | 47,106 | 0            | 2             | 0        | 0        |
| 7      | 11     | Kuwait       | 45,225 | 1            | 1             | 0        | 0        |
| 8      | 12     | Giordania    | 44,309 | 1            | 1             | 0        | 0        |
| 9      | 14     | Oman         | 30,586 | 1            | 0             | 1        | 0        |
| 10     | 16     | Bahrain      | 25,547 | 1            | 0             | 1        | 0        |
| 11     | 17     | Libano       | 25,488 | 0            | 1             | 1        | 0        |
| 12     | 19     | Siria        | 22,883 | 0            | 1             | 1        | 0        |
| 13     | 25     | Palestina    | 15,911 | 0            | 1             | 0        | 1        |
| 14     | 28     | Tagikistan   | 11,761 | 0            | 1             | 0        | 1        |
| 15     | 29     | Afghanistan  | 11,464 | 0            | 0             | 0        | 0        |
| 16     | 30     | Turkmenistan | 10,554 | 0            | 0             | 0        | 2        |
| 17     | 32     | Kirghizistan | 8,761  | 0            | 0             | 0        | 1        |
| 18     | 35     | Yemen        | 5,249  | 0            | 0             | 0        | 1        |
| 19     | 36     | Sri Lanka    | 4,071  | 0            | 0             | 0        | 0        |
| 20     | 37     | Bangladesh   | 3,643  | 0            | 0             | 0        | 1        |
| 21     | 38     | Nepal        | 3,268  | 0            | 0             | 0        | 1        |
| 22     | 39     | Pakistan     | 2,732  | 0            | 0             | 0        | 0        |
| 23     | 46     | Bhutan       | 0,000  | 0            | 0             | 0        | 0        |
| Totale | Totale | Totale       | Totale | 4            | 8             | 4        | 8        |
| Totale | Totale | Totale       | Totale | 4            | 8             | 12       |          |

| 7      | 18     | Indonesia      | 25,004 | 1 | 1 | 0 |
| 8      | 20     | Hong Kong      | 20,077 | 1 | 1 | 0 |
| 9      | 21     | Myanmar        | 18,282 | 1 | 1 | 0 |
| 10     | 22     | Malaysia       | 18,153 | 1 | 1 | 0 |
| 11     | 23     | India          | 16,756 | 1 | 1 | 0 |
| 12     | 24     | Singapore      | 16,097 | 1 | 1 | 0 |
| 13     | 26     | Maldive        | 15,884 | 0 | 1 | 1 |
| 14     | 27     | Filippine      | 12,268 | 0 | 1 | 1 |
| 15     | 31     | Corea del Nord | 9,000  | 0 | 0 | 0 |
| 16     | 33     | Laos           | 7,554  | 0 | 1 | 0 |
| 17     | 34     | Guam           | 5,946  | 0 | 0 | 0 |
| 18     | 39     | Timor Est      | 2,732  | 0 | 0 | 0 |
| 19     | 41     | Macao          | 2,625  | 0 | 0 | 0 |
| 20     | 42     | Cambogia       | 2,464  | 0 | 0 | 0 |
| 21     | 43     | Taiwan         | 2,089  | 0 | 0 | 0 |
| 22     | 44     | Mongolia       | 1,554  | 0 | 0 | 0 |
| 23     | 45     | Brunei         | 0,804  | 0 | 0 | 0 |
| Totale | Totale | Totale         | Totale | 6 | 9 | 2 |

## Squadre partecipanti
Partecipano alla competizione 41 squadre appartenenti a 23 federazioni.
Le squadre in corsivo sono state eliminate dalla fase play-off della AFC Champions League 2015 e accedono direttamente alla fase a gironi della Coppa dell'AFC 2015.
| Squadra                                     | Metodo di Qualificazione                                                   | Pres.                                       | Ultima presenza                             |
| Qualificate alla fase a gironi (Gruppi A–D) | Qualificate alla fase a gironi (Gruppi A–D)                                | Qualificate alla fase a gironi (Gruppi A–D) | Qualificate alla fase a gironi (Gruppi A–D) |
| ------------------------------------------- | -------------------------------------------------------------------------- | ------------------------------------------- | ------------------------------------------- |
| Al-Shorta                                   | campione della Dawri Al-Nokhba 2013-14                                     | 2                                           | 2014                                        |
| Arbil                                       | 2º posto in Dawri Al-Nokhba 2013-14                                        | 6                                           | 2014                                        |
| Al-Qadisiya                                 | campione della Kuwait Premier League 2013-14                               | 6                                           | 2014                                        |
| Al-Kuwait                                   | vincitore della Kuwait Emir Cup 2013–14                                    | 7                                           | 2014                                        |
| Al-Wehdat                                   | campione della Jordan League 2013–14 vincitore della Jordan FA Cup 2013–14 | 8                                           | 2012                                        |
| Al-Jazeera Amman                            | 3º posto in Jordan League 2013–14                                          | 1                                           | -                                           |
| Al-Nahda                                    | campione della Oman League 2013-14                                         | 3                                           | 2010                                        |
| Al-Riffa                                    | campione della Bahrein First Division League 2013-14                       | 3                                           | 2014                                        |
| Nejmeh                                      | campione della Lebanese Premier League 2013-14                             | 7                                           | 2014                                        |
| Al-Wathba                                   | campione della Prima Divisione Siria 2013-14                               | 4                                           | 2014                                        |
| Taraji Wadi Al-Nes                          | campione della Prima Lega della Cisgiordania 2013–14                       | 1                                           | -                                           |
| Istiklol                                    | campione della Vysšaja Liga 2014 vincitore della Coppa del Tagikistan 2014 | 1                                           | -                                           |
| Qualificate ai playoff                      |                                                                            |                                             |                                             |
| Turno playoff                               |                                                                            |                                             |                                             |
| Fanja                                       | vincitore della Sultan Qaboos Cup 2013–14                                  | 3                                           | 2014                                        |
| Al Hidd                                     | 3º posto in Bahrein First Division League 2013-14                          | 2                                           | 2014                                        |
| Salam Zgharta                               | Lebanese FA Cup 2013–14                                                    | 1                                           | -                                           |
| Al Jaish                                    | vincitore della Syrian Cup 2014                                            | 5                                           | 2014                                        |
| Turno preliminare                           |                                                                            |                                             |                                             |
| Hilal Al-Quds                               | vincitore della Palestine Cup 2013–14                                      | 1                                           | -                                           |
| Khayr Vahdat                                | 2º posto in Vysšaja Liga 2014                                              | 1                                           | -                                           |
| Altyn Asyr                                  | campione della Ýokary Liga 2014                                            | 1                                           | -                                           |
| Ahal                                        | vincitore della Coppa del Turkmenistan 2014                                | 1                                           | -                                           |
| Dordoi Biškek                               | campione della Vysshaja Liga 2014                                          | 1                                           | -                                           |
| Al-Saqr                                     | campione della Yemeni League 2013–14                                       | 3                                           | 2011                                        |
| Sheikh Russel                               | vincitore di girone della Coppa del Presidente dell'AFC 2014               | 1                                           | -                                           |
| Manang Marsyangdi                           | vincitore di girone della Coppa del Presidente dell'AFC 2014               | 1                                           | -                                           |

| Squadra                                     | Metodo di Qualificazione                                     | Pres.                                       | Ultima presenza                             |
| Qualificate alla fase a gironi (Gruppi E–H) | Qualificate alla fase a gironi (Gruppi E–H)                  | Qualificate alla fase a gironi (Gruppi E–H) | Qualificate alla fase a gironi (Gruppi E–H) |
| ------------------------------------------- | ------------------------------------------------------------ | ------------------------------------------- | ------------------------------------------- |
| Persib                                      | campione della Indonesia Super League 2014                   | 1                                           | -                                           |
| Persipura                                   | 2º posto in Indonesia Super League 2014                      | 3                                           | 2014                                        |
| Kitchee                                     | campione della Hong Kong Premier League 2013-14              | 5                                           | 2014                                        |
| South China                                 | vincitore dei playoff della Hong Kong Premier League 2013-14 | 6                                           | 2014                                        |
| Yadanarbon                                  | campione della Myanmar National League 2014                  | 1                                           | -                                           |
| Ayeyawady Utd                               | vincitore della MFF Cup 2014                                 | 3                                           | 2013                                        |
| Johor                                       | campione della Malaysia Super League 2014                    | 2                                           | 2009                                        |
| Pahang                                      | vincitore della Malaysia FA Cup 2014                         | 3                                           | 2007                                        |
| Bengaluru FC                                | campione della I-League 2013-2014                            | 1                                           | -                                           |
| East Bengal                                 | 2º posto in I-League 2013-2014                               | 8                                           | 2013                                        |
| Warriors                                    | campione della S.League 2014                                 | 4                                           | 2013                                        |
| Balestier Khalsa                            | vincitore della Singapore Cup 2014                           | 1                                           | -                                           |
| New Radiant                                 | campione della Dhivehi Premier League 2014                   | 7                                           | 2014                                        |
| Global                                      | campione della United Football League 2014                   | 1                                           | -                                           |
| Lao Toyota                                  | 2º posto in Lao League 2014                                  | 1                                           | -                                           |
| Qualificate ai playoff                      |                                                              |                                             |                                             |
| Turno preliminare                           |                                                              |                                             |                                             |
| Maziya                                      | vincitore della Coppa delle Maldive 2014                     | 3                                           | 2014                                        |
| Ceres                                       | vincitore della UFL FA League Cup 2014                       | 1                                           | -                                           |

## Calendario
Calendario delle partite per la stagione 2015.
| Fase             | Turno             | Data sorteggio                            | Prima partita        | Seconda partita      |
| ---------------- | ----------------- | ----------------------------------------- | -------------------- | -------------------- |
| Fase preliminare | Turno preliminare |                                           | 9–10 febbraio 2015   | 9–10 febbraio 2015   |
| Fase Play-off    | Turno Play-off    | 17 febbraio 2015                          | 17 febbraio 2015     |                      |
| Fase a gironi    | Matchday 1        | 11 dicembre 2014 (Kuala Lumpur, Malaysia) | 24–25 febbraio 2015  | 24–25 febbraio 2015  |
| Fase a gironi    | Matchday 2        | 11 dicembre 2014 (Kuala Lumpur, Malaysia) | 10–11 marzo 2015     | 10–11 marzo 2015     |
| Fase a gironi    | Matchday 3        | 11 dicembre 2014 (Kuala Lumpur, Malaysia) | 17–18 marzo 2015     | 17–18 marzo 2015     |
| Fase a gironi    | Matchday 4        | 11 dicembre 2014 (Kuala Lumpur, Malaysia) | 14–15 aprile 2015    | 14–15 aprile 2015    |
| Fase a gironi    | Matchday 5        | 11 dicembre 2014 (Kuala Lumpur, Malaysia) | 28–29 aprile 2015    | 28–29 aprile 2015    |
| Fase a gironi    | Matchday 6        | 11 dicembre 2014 (Kuala Lumpur, Malaysia) | 12–13 maggio 2015    | 12–13 maggio 2015    |
| Fase finale      | Ottavi di finale  | 11 dicembre 2014 (Kuala Lumpur, Malaysia) | 26–27 maggio 2015    | 26–27 maggio 2015    |
| Fase finale      | Quarti di finale  | TBC                                       | 25–26 agosto 2015    | 15–16 settembre 2015 |
| Fase finale      | Semifinali        | TBC                                       | 29–30 settembre 2015 | 20–21 ottobre 2015   |
| Fase finale      | Finale            | TBC                                       | 31 ottobre 2015      | 31 ottobre 2015      |

## Play-Off

### Turno preliminare
Le partite si sono giocate tra il 9 e il 10 febbraio 2015.
| Squadra 1        | Risultato        | Squadra 2         |
| Asia Occidentale | Asia Occidentale | Asia Occidentale  |
| ---------------- | ---------------- | ----------------- |
| Ahal             | 1 - 0            | Dordoi Biškek     |
| Altyn Asyr       | 0 - 1            | Al-Saqr           |
| Khayr Vahdat     | 1 - 0            | Sheikh Russel     |
| Hilal Al-Quds    | Canc.            | Manang Marsyangdi |

### Turno play-off
Le partite si sono giocate il 17 febbraio 2015.
| Squadra 1        | Risultato               | Squadra 2        |
| Asia Occidentale | Asia Occidentale        | Asia Occidentale |
| ---------------- | ----------------------- | ---------------- |
| Fanja            | 2 - 3                   | Ahal             |
| Al Hidd          | 2 - 1                   | Al-Saqr          |
| Salam Zgharta    | 3 - 0                   | Khayr Vahdat     |
| Al Jaish         | 0 - 0 (dts) (5 – 4 dtr) | Hilal Al-Quds    |
| Asia Orientale   |                         |                  |
| Maziya           | 1 - 0                   | Ceres            |

## Fase a gironi
Le 32 squadre qualificate sono state sorteggiate in 8 gironi da 4 squadre ciascuno. Squadre della stessa federazione non possono essere inserite nello stesso girone. In ogni girone ogni squadra affronta le altre due volte, una in casa e l'altra in trasferta, per un totale di 6 partite a testa. Le prime due classificate di ciascun girone si qualificano alla fase ad eliminazione diretta.

### Girone A
| Squadra       | P.ti | G | V | P | S | GF | GS | DG  |
| ------------- | ---- | - | - | - | - | -- | -- | --- |
| Al-Wehdat     | 13   | 6 | 4 | 1 | 1 | 16 | 3  | +13 |
| Al-Wathba     | 11   | 6 | 3 | 2 | 1 | 8  | 4  | +4  |
| Al-Nahda      | 7    | 6 | 2 | 1 | 3 | 7  | 11 | -4  |
| Salam Zgharta | 3    | 6 | 1 | 0 | 5 | 7  | 18 | -11 |

|               | NAH   | WAT   | WEH   | SAL   |
| ------------- | ----- | ----- | ----- | ----- |
| Al-Nahda      |       | 0 – 0 | 0 – 3 | 4 – 1 |
| Al-Wathba     | 1 – 2 |       | 1 – 1 | 3 – 1 |
| Al-Wehdat     | 4 – 0 | 0 – 1 |       | 5 – 1 |
| Salam Zgharta | 2 – 1 | 0 – 2 | 0 – 3 |       |

### Girone B
| Squadra            | P.ti | G | V | P | S | GF | GS | DG |
| ------------------ | ---- | - | - | - | - | -- | -- | -- |
| Al-Shorta          | 9    | 6 | 2 | 3 | 1 | 14 | 7  | +7 |
| Al-Jazeera Amman   | 9    | 6 | 2 | 3 | 1 | 6  | 7  | -1 |
| Taraji Wadi Al-Nes | 6    | 6 | 1 | 3 | 2 | 6  | 11 | -5 |
| Al Hidd            | 5    | 6 | 0 | 5 | 1 | 6  | 7  | -1 |

|                    | HID   | JAZ   | SHO   | TAR   |
| ------------------ | ----- | ----- | ----- | ----- |
| Al-Hidd            |       | 1 – 1 | 1 – 1 | 1 – 1 |
| Al-Jazeera Amman   | 1 – 0 |       | 1 – 1 | 2 – 0 |
| Al-Shorta          | 2 – 2 | 4 – 0 |       | 6 – 2 |
| Taraji Wadi Al-Nes | 1 – 1 | 1 – 1 | 1 – 0 |       |

### Girone C
| Squadra     | P.ti | G | V | P | S | GF | GS | DG |
| ----------- | ---- | - | - | - | - | -- | -- | -- |
| Istiklol    | 11   | 6 | 3 | 2 | 1 | 12 | 8  | +4 |
| Al-Qadisiya | 10   | 6 | 3 | 1 | 2 | 7  | 6  | +1 |
| Arbil       | 7    | 6 | 2 | 1 | 3 | 8  | 8  | 0  |
| Ahal        | 6    | 6 | 2 | 0 | 4 | 8  | 13 | -5 |

|             | AHA   | ARB   | IST   | QAD   |
| ----------- | ----- | ----- | ----- | ----- |
| Ahal        |       | 2 – 1 | 1 – 2 | 0 – 1 |
| Arbil       | 2 – 3 |       | 0 – 0 | 0 – 1 |
| Istiklol    | 5 – 2 | 1 – 3 |       | 2 – 0 |
| Al-Qadisiya | 2 – 0 | 1 – 1 | 2 – 2 |       |

### Girone D
| Squadra   | P.ti | G | V | P | S | GF | GS | DG |
| --------- | ---- | - | - | - | - | -- | -- | -- |
| Al Jaish  | 14   | 6 | 4 | 2 | 0 | 6  | 1  | +5 |
| Al-Kuwait | 10   | 6 | 3 | 1 | 2 | 9  | 6  | +3 |
| Al-Riffa  | 8    | 6 | 2 | 2 | 2 | 7  | 7  | 0  |
| Nejmeh    | 1    | 6 | 0 | 1 | 5 | 4  | 12 | -8 |

|           | JAI   | KUW   | RIF   | NEI   |
| --------- | ----- | ----- | ----- | ----- |
| Al Jaish  |       | 0 – 0 | 1 – 1 | 1 – 0 |
| Al-Kuwait | 0 – 1 |       | 2 – 1 | 4 – 1 |
| Al-Riffa  | 0 – 1 | 2 – 1 |       | 2 – 1 |
| Nejmeh    | 0 – 2 | 1 – 2 | 1 – 1 |       |

### Girone E
| Squadra      | P.ti | G | V | P | S | GF | GS | DG  |
| ------------ | ---- | - | - | - | - | -- | -- | --- |
| Persipura    | 16   | 6 | 5 | 1 | 0 | 17 | 4  | +13 |
| Bengaluru FC | 12   | 6 | 4 | 0 | 2 | 8  | 8  | 0   |
| Maziya       | 7    | 6 | 2 | 1 | 3 | 7  | 6  | +1  |
| Warriors     | 0    | 6 | 0 | 0 | 6 | 1  | 15 | -14 |

|              | BEN   | MAZ   | PER   | WAR   |
| ------------ | ----- | ----- | ----- | ----- |
| Bengaluru FC |       | 2 – 1 | 1 – 3 | 1 – 0 |
| Maziya       | 1 – 2 |       | 1 – 2 | 2 – 0 |
| Persipura    | 3 – 1 | 0 – 0 |       | 6 – 0 |
| Warriors     | 0 – 1 | 0 – 2 | 1 – 3 |       |

### Girone F
| Squadra          | P.ti | G | V | P | S | GF | GS | DG  |
| ---------------- | ---- | - | - | - | - | -- | -- | --- |
| Johor            | 15   | 6 | 5 | 0 | 1 | 11 | 3  | +8  |
| Kitchee          | 11   | 6 | 3 | 2 | 1 | 10 | 6  | +4  |
| East Bengal      | 5    | 6 | 1 | 2 | 3 | 8  | 10 | -2  |
| Balestier Khalsa | 3    | 6 | 1 | 0 | 5 | 3  | 13 | -10 |

|                  | BAL   | EAS   | JOH   | KIT   |
| ---------------- | ----- | ----- | ----- | ----- |
| Balestier Khalsa |       | 2 – 1 | 0 – 1 | 1 – 2 |
| East Bengal      | 3 – 0 |       | 0 – 1 | 1 – 1 |
| Johor            | 3 – 0 | 4 – 1 |       | 2 – 0 |
| Kitchee          | 3 – 0 | 2 – 2 | 2 – 0 |       |

### Girone G
| Squadra     | P.ti | G | V | P | S | GF | GS | DG  |
| ----------- | ---- | - | - | - | - | -- | -- | --- |
| South China | 18   | 6 | 6 | 0 | 0 | 19 | 3  | +16 |
| Pahang      | 8    | 6 | 2 | 2 | 2 | 11 | 10 | +1  |
| Global      | 5    | 6 | 1 | 2 | 3 | 5  | 12 | -7  |
| Yadanarbon  | 3    | 6 | 1 | 0 | 5 | 10 | 20 | -10 |

|             | GLO   | PAH   | SOU   | YAD   |
| ----------- | ----- | ----- | ----- | ----- |
| Global      |       | 0 – 0 | 1 – 6 | 4 – 1 |
| Pahang      | 0 – 0 |       | 0 – 1 | 7 – 4 |
| South China | 3 – 0 | 3 – 1 |       | 3 – 1 |
| Yadanarbon  | 2 – 0 | 2 – 3 | 0 – 3 |       |

### Girone H
| Squadra       | P.ti | G | V | P | S | GF | GS | DG |
| ------------- | ---- | - | - | - | - | -- | -- | -- |
| Persib        | 12   | 6 | 3 | 3 | 0 | 10 | 5  | +5 |
| Ayeyawady Utd | 10   | 6 | 2 | 4 | 0 | 13 | 9  | +4 |
| New Radiant   | 5    | 6 | 1 | 2 | 3 | 4  | 10 | -6 |
| Lao Toyota    | 3    | 6 | 0 | 3 | 3 | 7  | 10 | -3 |

|               | AYE   | LAO   | NRA   | PER   |
| ------------- | ----- | ----- | ----- | ----- |
| Ayeyawady Utd |       | 4 – 3 | 0 – 0 | 1 – 1 |
| Lao Toyota    | 2 – 2 |       | 1 – 1 | 0 – 0 |
| New Radiant   | 0 – 3 | 2 – 1 |       | 0 – 1 |
| Persib        | 3 – 3 | 1 – 0 | 4 – 1 |       |

## Fase a eliminazione diretta
I turni della fase a eliminazione diretta prevedono partite a turno unico negli ottavi di finale e nella finale, mentre le partite sono di andata e ritorno sia nei quarti di finale sia nelle semifinali.

### Ottavi di finale
Le partite si giocheranno tra il 26 e il 27 maggio 2015. Le squadre prime classificate dei gironi giocano in casa e sfidano le seconde classificate di un altro girone della stessa zona.
| Al-Wehdat      | 0 - 1                   | Al-Qadisiya      |
| Istiklol       | 1 - 1 (dts) (5 – 3 dtr) | Al-Wathba        |
| Al-Shorta      | 0 - 2                   | Al-Kuwait        |
| Al Jaish       | 1 - 0                   | Al-Jazeera Amman |
| Asia Orientale |                         |                  |
| Persipura      | 0 - 3 a tav.            | Pahang           |
| South China    | 2 - 0                   | Bengaluru FC     |
| Johor          | 5 - 0                   | Ayeyawady Utd    |
| Persib         | 0 - 2                   | Kitchee          |

### Quarti di finale
Per il sorteggio degli accoppiamenti per i quarti di finale non ci sono teste di serie, squadre della stessa associazione possono affrontarsi e non ci sono differenze geografiche. Le partite di andata si giocano tra il 25 e il 26 agosto 2015, mentre le partite di ritorno si giocano tra 15 e il 16 settembre 2015.
| Squadra 1   | Totale | Squadra 2   | Andata | Ritorno |
| ----------- | ------ | ----------- | ------ | ------- |
| Al-Qadisiya | 3 – 2  | Al Jaish    | 3 – 0  | 0 – 2   |
| Johor       | 4 – 2  | South China | 1 – 1  | 3 – 1   |
| Al-Kuwait   | 7 – 1  | Kitchee     | 6 – 0  | 1 – 1   |
| Istiklol    | 5 – 3  | Pahang      | 4 – 0  | 1 – 3   |

### Semifinali
Anche per il sorteggio degli accoppiamenti per le semifinali non ci sono teste di serie, squadre della stessa associazione possono affrontarsi e non ci sono differenze geografiche. Le partite di andata si sono giocate tra il 29 e il 30 settembre 2015, mentre le partite di ritorno si sono giocate tra 20 e il 21 ottobre 2015. Il 16 ottobre 2015 l'AFC ha sospeso la Federazione calcistica del Kuwait con effetto immediato, facendo seguito alla decisione del Comitato Esecutivo della FIFA del 25 settembre 2015. Di conseguenza alle due squadre del Kuwait, Al-Qadisiya e Al-Kuwait, non è consentito di disputare le semifinali e le loro sfidanti accedono direttamente alla finale.
| Squadra 1   | Totale | Squadra 2 | Andata | Ritorno |
| ----------- | ------ | --------- | ------ | ------- |
| Al-Qadisiya | [ 24 ] | Johor     | 3 – 1  | Canc.   |
| Al-Kuwait   | [ 24 ] | Istiklol  | 4 – 0  | Canc.   |

## Finale
La finale si è giocata il 31 ottobre 2015.
| Squadra 1 | Risultato | Squadra 2 |
| --------- | --------- | --------- |
| Istiklol  | 0 - 1     | Johor     |

## Statistiche

### Classifica marcatori
Riferimento: Sito ufficiale
| Gol |  |  | Giocatore                | Squadra       |
| --- |  |  | ------------------------ | ------------- |
| 8   |  |  | Daniel McBreen           | South China   |
| 8   |  |  | Riste Naumov             | Ayeyawady Utd |
| 6   |  |  | Dickson Nwakaeme         | Pahang        |
| 5   |  |  | Bader Al-Mutwa           | Al-Qadisiya   |
| 5   |  |  | Mahama Awal              | South China   |
| 5   |  |  | Juan Belencoso           | Kitchee       |
| 5   |  |  | Luciano Gabriel Figueroa | Johor         |
| 5   |  |  | Rogerinho                | Al Kuwait     |
| 5   |  |  | Boaz Solossa             | Persipura     |